# ویویان بلین
ویویان بلین (انگلیسی: Vivian Blaine؛ ‏ ۲۱ نوامبر ۱۹۲۱ – ۹ دسامبر ۱۹۹۵) بازیگر اهل ایالات متحده آمریکا بود. وی بین سال‌های ۱۹۴۲ تا ۱۹۸۵ میلادی فعالیت می‌کرد.
از فیلم‌هایی که وی در آن‌ها نقش داشته است، می‌توان به دیوانگان رقص اشاره نمود.